# 建築学部
建築学部（けんちくがくぶ、Faculty of Architecture、College of Architecture、School of Architecture）とは、大学の学部の名称。
通常、海外の大学では、大学での建築学教育では、そのまま「建築学部」、あるいは都市計画学をも抱合した「建築・計画学部」のように単独の独立した学部として開設されているケースが多い。これは、工学部、理工学部等の中の○○学科、あるいは、他学問分野の他の学科と同じ位置に並べられている日本の方式とは大きな違いである。その為、従来、「建築学部」という名称は、主に海外の建築系学部を日本向けに和訳する際に使用されていた。
大学院の場合、建築学専攻は工学研究科に属している場合が多い。

## 建築学部を持つ日本の大学
- 工学院大学 - 2011年度より設置（工学院大学建築学部）
- 近畿大学 - 2011年度より設置（近畿大学建築学部）
- 芝浦工業大学 - 2017年度より設置（芝浦工業大学建築学部）
- 日本工業大学 - 2018年度より設置（日本工業大学建築学部）
- 金沢工業大学 - 2018年度より設置（金沢工業大学建築学部）
- 東北工業大学 - 2020年度より設置（東北工業大学建築学部）
- 明星大学 - 2020年度より設置（明星大学建築学部）
- 武庫川女子大学 - 2020年度より設置（武庫川女子大学建築学部）
- 関西学院大学 - 2021年度より設置（関西学院大学建築学部）
- 京都美術工芸大学 - 2022年度より設置（京都美術工芸大学建築学部）
- 神奈川大学 - 2022年度より設置（神奈川大学建築学部）
- 大同大学 - 2024年度より設置[1]
- 愛知淑徳大学 - 2025年度より設置

## 建築学部に類する学部を置く日本の大学
- 日本女子大学 - 建築デザイン学部（2024年度より家政学部住居学科で扱ってきた建築教育をベースに開設[2]。日本女子大学建築デザイン学部）
- 大阪電気通信大学 - 建築・デザイン学部（2024年度より既存の建築学科を母体に開設。建築専攻と空間デザイン専攻をもつ[3]）
- 関東学院大学 - 建築・環境学部（2013年度より工学部の建築学科を学部へ再編成した。関東学院大学建築・環境学部）
- 東海大学 - 建築都市学部（2020年度より工学部の建築学科を学部へ再編成した。東海大学建築都市学部）
- 東京都市大学 - 建築都市デザイン学部（2020年から工学部の建築学科と都市工学科を建築都市デザイン学部建築学科と都市工学科に改組。東京都市大学建築都市デザイン学部）
- 大手前大学 - 建築&芸術学部（2021年にメディア・芸術学部から名称変更。大手前大学建築&芸術学部）
- 九州産業大学 - 建築都市工学部（2017年に開設。建築学と土木系都市工学。九州産業大学建築都市工学部）
- 関西大学 - 環境都市工学部（2007年に開設。建築学と環境化学工学ほか。関西大学環境都市工学部）
- 東京都立大学 - 都市環境学部（2005年に首都大学東京開学時に工学部建築学科などを移設し改組。東京都立大学都市環境学部・大学院都市環境科学研究科）
- 横浜国立大学 - 都市科学部（2017年に開設。建築学と都市社会共生学ほか。横浜国立大学都市科学部）
- 法政大学 - デザイン工学部（2007年に開設。建築学やシステムデザイン工学など。法政大学デザイン工学部）
- 大阪産業大学 - 建築・環境デザイン学部（2012年に大阪産業大学デザイン工学部を開設。2025年に改組。建築学の他は情報システムと生態学や環境学等。）
- 昭和女子大学 - 環境デザイン学部（2020年開設。建築学とデザイン学。昭和女子大学環境デザイン学部）
- 共立女子大学 - 建築・デザイン学部（2023年開設。建築学とデザイン学。共立女子大学建築・デザイン学部）
- 愛知淑徳大学 - 創造表現学部（2010年メディアプロデュース学部として開設。2016年名称変更。建築のほかインテリアデザイン、創作表現、メディアプロデュースなど。2025年度から建築は建築学部に。愛知淑徳大学創造表現学部）
- 千葉工業大学 - 創造工学部 （2016年に開設。建築学のほかは都市環境学やデザイン学。千葉工業大学創造工学部）
- 東京電機大学 - 未来科学部 （2007年に開設。建築学のほかは情報メディア学とロボット・メカトロニクス学。東京電機大学未来科学部・大学院未来科学研究科）
- 早稲田大学 - 創造理工学部（2004年に開設。建築学の他機械工学や経営システム学など。早稲田大学創造理工学部建築学科）
- お茶の水女子大学 - 共創工学部（2024年に開設。建築学分野である環境領域が属する人間環境工学科は他に人間領域〈人間工学等〉、マテリアル領域〈材料工学等〉があり、他に人文学系、データサイエンス、情報工学系を揃える文化情報工学科。お茶の水女子大学共創工学部）
- 宇都宮大学 - 地域デザイン科学部（2016年開設。建築学とコミュニケーション学ほか。宇都宮大学地域デザイン科学部）
- 駒沢女子大学 - 空間デザイン学部（2025年開設。空間デザイン学科に建築デザインコースとインテリアデザインコース）
- 実践女子大学 - 環境デザイン学部（2025年開設。環境デザイン学科に建築・住環境デザインやインテリアデザイン、プロダクトデザインなど６つのデザイン領域を設ける）